# Amt Dorf Mecklenburg-Bad Kleinen
L'Amt Dorf Mecklenburg-Bad Kleinen est un Amt de l'arrondissement du Mecklembourg-du-Nord-Ouest dans le land de Mecklembourg-Poméranie-Occidentale, au nord de l'Allemagne.

## Communes
1. Bad Kleinen
2. Barnekow
3. Bobitz
4. Dorf Mecklenburg
5. Groß Stieten
6. Hohen Viecheln
7. Lübow
8. Metelsdorf
9. Ventschow